# 比恩巴赫
比恩巴赫是德国莱茵兰-普法尔茨州的一个市镇。总面积3.11平方公里，总人口642人，其中男性324人，女性318人（2011年12月31日），人口密度206人/平方公里。